# Георги Цанков (литературен критик)
Вижте пояснителната страница за други личности с името Георги Цанков.
Георги Цанков Цанев е български литературен критик и преводач от френски език.

## Биография
Роден през 1950 г. Завършва българска и френска филология в Софийския университет. Доктор по история на литературата с дисертация на тема „Списанията на д-р Кръстьо Кръстев“ (1985). Старши научен сътрудник II степен в Института за литература при БАН (1995).
Редактор на списание „Литературна мисъл“.
Автор е на книгите „В мига на избора“ (награда „Южна пролет“, 1987), „Отвъд бариерата“ (1988), „Д-р Кръстьо Кръстев“ (1989), „Рицарят на родовата памет“ (за писателя Здравко Дафинов, 2001; 2004), „Сеячът на златни зърна“ (за издателя Славчо Атанасов, 2004) и на монографията „Диаманти от короната на Франция“ (2013).
Превел е много книги от френски език, сред които произведения на класически произведения на Брантом, Алфред дьо Мюсе, Жак Казот, Жорж Санд и Ян Потоцки, но също и на образци на съвременната хуманитаристика от Мирча Елиаде, Филип Ариес, Фернан Бродел, Марсел Детиен, Марк Феро и двата тома на „Черната книга на комунизма“.
Лауреат е на Националната награда „Христо Г. Данов“ за 2001 г. за месечната рубрика „Пътуване в царството на книгите“ във „Вестник за жената“ и седмичната рубрика „Нови книги“ в Дарик радио.
Агент на Държавна сигурност с псевдонима агент „Пърличев“.

### Литературна критика и есеистика
- „В мига на избора“. Литературно-критически очерци. София: Народна младеж, 1985, 224 с.
- „Д-р Кръстьо Кръстев“. Очерк. София: Университетско издателство „Св. Климент Охридски“, 1987, 140 с.
- „Отвъд бариерата“. Есета. София: Народна младеж, 1989, 216 с.
- „Рицарят на родовата памет“. София: ЛИК, 2001, 126 с.
второ издание. София: Изток-Запад, 2007.
- „Сеячът на златни зърна“. София: Народна библиотека „Св. св. Кирил и Методий“, 2004, 248 с.
- „Диаманти от короната на Франция“. Пловдив: Хермес, 2013.[6]

### Преводи
- Жак Казот, „Влюбеният дявол“. София: Народна култура, 1986.
- Жил Рагаш, „Викингите: Митове и легенди“. София: ПАН, 1994.
- Фернан Бродел, „Средиземно море и средиземноморският свят по времето на Филип II“, Велико Търново: Абагар, 1998 (ISBN 954-584-231-8)
- Роже Фалиго, „Червеният дракон Кан Шън: Китайските тайни служби (1927 – 1987)“. София: Труд, 2000.
- Канг Чхол Хуан, Пиер Ригуло, „Империя на ужаса“. София: Прозорец, 2000, 208 с.
- Мирча Елиаде, „Шаманизмът и архаичните техники на екстаза“. София: ЛИК, 2000, 544 с.
второ издание. София: Изток-Запад, 2013.[7]
- Луи Повел, „Утрото на магьосниците: Въведение във фантастичния реализъм“. София: ЛИК, 2000.
второ издание. София: Изток-Запад, 2016.[8]
- Силвиан Агасински, „Минувачът във времето: Модерност и носталгия“. София: ЛИК, 2001, 292 с.
- Мирча Елиаде, „Йога: Безсмъртие и свобода“. София: ЛИК, 2002, 468 с.
второ издание. София: Изток-Запад, 2014.[9]
- Пиер дьо Бурдей, абат Брантом, „Галантните дами“. София: ЛИК, 2003.
второ издание. София: Захарий Стоянов, 2020.
- Филип Ариес, „Човекът пред смъртта. т.1: Времето на лежащите мъртъвци“. София: ЛИК, 2004, 378 с. (ISBN 954-607-627-9)
- Филип Ариес, „Човекът пред смъртта. т.2: Подивялата смърт“. София: ЛИК, 2004, 428 с. (ISBN 954-607-628-7)
- Франсоа Жере, „Доброволци за смърт: История на самоубийствените атентати“. София: ЛИК, 2004.
- Марсел Детиен, „Изобретяването на митологията“. София: ЛИК, 2004, 228 с.
- Мирча Елиаде, „Мефистофел и андрогина“. София: Прозорец, 2004, 312 с.
второ издание. София: Изток-Запад, 2017.[10]
- Рене Ремонд, „Религия и общество в Европа: Есе за секуларизацията на европейските общества през XIX и XX в. (1789 – 1998)“. София: ЛИК, 2006.
- Ясмина Кадра, „Кабулските лястовици“. София: Прозорец, 2007, 160 с.
- Роже-Пол Дроа, „Философията – диалог с дъщеря ми“. София: Рива, 2007.
- Ясмина Кадра, „Атентатът“. София: Прозорец, 2008, 190 с.
- Жерар-Жорж Льомер, „Кафка“. София: Рива, 2008.
- Рьоне Грусе, „Завоевателят на света (Животът на Чингис Хан)“. София: Рива, 2010.
- Марк Феро, „Седем мъже на война: Историята на Втората световна война“. София: Рива, 2010, 414 с.
- Мирча Елиаде, „Шаманизмът и архаичните техники на екстаза“. София: Изток-Запад, 2013, 560 с.[11]
- Гийом Мюсо, „Сентръл парк“. София: Изток-Запад, 2014.[12]
- Гийом Мюсо, „Повикът на ангела“. София: Изток-Запад, 2014.[13]
- Гийом Прево, „Убиецът и пророкът“. София: Изток-Запад, 2014, 248 с.[14]
- Елизабет Барийе, „Любов призори: Анна Ахматова и Амедео Модиляни“. София: Изток-Запад, 2014, 176 с.[15]
- Пиер Певел, „Остриетата на кардинала“. София: Литус, 2015, 318 с.
- Пиер Певел, „Алхимикът от сенките“. София: Литус, 2015, 320 с.
- Пиер Певел, „Драконът на Арканите“. София: Литус, 2016.
- Жорж Санд, „Консуело“. София: Литус, 2016, 496 с.
- Алфред дьо Мюсе, „Новели“. София: Изток-Запад, 2016.[16]
- Алфред дьо Мюсе, „Гамиани, или Две страстни нощи“. София: Фама, 2017.
- Ян Потоцки, „Ръкопис, намерен в Сарагоса“. София: Изток-Запад, 2018, 592 с.[17]

### Съставителство
- съсъставител заедно с Павел Славянски, „Апология на светлината. Българска поезия“. Т. 1-2. София: Лице, 2013.